# Atak gazowy w Halabdży
Atak gazowy w Halabdży – chemiczny atak na kurdyjskie miasto Halabdża w północnym Iraku, przeprowadzony 16 marca 1988 roku przez irackie wojska. Irackie siły powietrzne na rozkaz Ali Hasana al-Madżida zrzuciły na miasto bomby z bronią chemiczną. Mieszanina sarinu, tabunu i gazu musztardowego zabiła ok. 5 tysięcy osób, a kilka tysięcy innych okaleczyła na całe życie.

## Przyczyny
Celem ataku był odwet na Kurdach za ich powstanie zbrojne w północnym Iraku i według władz w Bagdadzie wspieranie Iranu w wojnie iracko-irańskiej. Zaatakowanie Halabdży było częścią rozpoczętej przez Irak w 1987 akcji pacyfikacyjnej Kurdystanu w ramach operacji Al-Anfal.

## Atak
Atak na miasto rozpoczął się wczesnym wieczorem 16 marca 1988. Po początkowym zrzuceniu na Halabdżę napalmu i bomb konwencjonalnych grupa około 20 samolotów MiG i Mirage irackich sił powietrznych zrzuciła bomby chemiczne. W akcji uczestniczyły także irackie śmigłowce, mające koordynować całą akcję. Pozostali przy życiu świadkowie tych wydarzeń mówili, że chwilę później zobaczyli wzburzoną, wędrującą nad miastem chmurę dymu o białych i żółtych barwach. Twierdzili również, że przykuł ich uwagę roznoszący się w powietrzu zapach słodkich jabłek. Zabójcza dla organizmów żywych (padały również zwierzęta) chemiczna chmura szybko objęła cały obszar miasta. Na skutek ataku mieszaniną środków chemicznych (sarin, tabun, iperyt, gaz VX) ludzie tracili wzrok, dostawali ślinotoku, wymiotów a także wysypki i drgawek na całym ciele. U tych, którzy nie znaleźli odpowiedniego schronienia, zgon następował błyskawicznie.
Mieszkańcy Halabdży, którzy przeżyli masakrę, do dzisiaj zmagają się z ciężkimi chorobami. Wielu z nich umiera na raka albo jest chorych psychicznie. Odpowiedzialny za wydanie rozkazu ataku gazowego na Kurdów w Halabdży gubernator Kurdystanu Ali Hasan al-Madżid zyskał od tego wydarzenia miano "Chemicznego Alego".
Odtajnione w sierpniu 2013 r. dokumenty CIA pokazały, że Stany Zjednoczone nie dość, że w pełni zdawały sobie sprawę z zamiaru użycia broni chemicznej przez wojska irackie, to na dodatek zapewniły im pomoc wywiadowczą w postaci analizy zdjęć satelitarnych, map ruchu wojsk irańskich i szczegółów dotyczących irańskiej obrony przeciwlotniczej. Głównym celem pomocy amerykańskiej była realizacja polityki prezydenta Reagana, która zakładała osłabienie militarne Iranu. Atak chemiczny w Halabdży był jednym z kluczowych elementów, które przeważyły w zwycięstwie Iraku w wojnie iracko-irańskiej i zmusiły Iran do negocjacji.